# Poloniphora bialoviensis
Poloniphora bialoviensis är en tvåvingeart som beskrevs av Ronald Henry Lambert Disney 1998. Poloniphora bialoviensis ingår i släktet Poloniphora och familjen puckelflugor.
Artens utbredningsområde är Polen. Inga underarter finns listade i Catalogue of Life.